# Marcel Matthijs
Marcel Matthijs (Oedelem, 11 januari 1899 - Brugge, 30 augustus 1964) was een Vlaams schrijver en politiek activist.

## Levensloop
Marcel Matthijs werd geboren als vijfde in een gezin met acht kinderen. Hij volgde alleen lager onderwijs en oefende daarna verschillende beroepen uit: koewachter, kloosterknecht in Sluis, loopjongen en (in Brussel) arbeider in een tuinbedrijf. Hij werd uiteindelijk zelfstandig zitmeubelstoffeerder in Oedelem.
In 1919 verliet hij Oedelem en ging werk zoeken in Wallonië en Frankrijk. Hij werkte een tijdje in een steenkoolmijn bij Charleroi.
In Knesselare leerde hij het vak van gareelmaker – vak dat zijn vader, grootvader en andere familieleden vanouds hadden uitgeoefend.
Hij was ook een tijdje bediende bij Victor de Lille, de uitgever van ‘t Getrouwe Maldeghem.
In 1924 trouwde hij en ging (tot in 1941) in Brugge - Sint-Kruis wonen. Matthijs had een zoon en een dochter. Hij koos definitief voor het beroep van stoffeerder/garneerder, eerst bij de firma ‘Art Mobilier’ in Brugge en vanaf 1928 bij de firma Heylen-Witdoeckt. Na de oorlog oefende hij het beroep op zelfstandige basis uit in Oedelem.
Hij overleed aan de gevolgen van een hartkwaal.

## Schrijver
Matthijs schreef gedichten, topneelstukken, literaire kritiek en vooral heel wat romans en verhalen.
In 1918 debuteerde hij met een bundel van vier verhalen waarin armoede, dronkenschap, bedrog, ziekte en dood de toon aangeven. Geen pessimisme nochtans, maar zwartgalligheid en hartsgrondig fatalisme. In zijn latere werken zal dit evolueren naar een woedende, anarchistische strijdvaardigheid.
Tot zijn bekendere werken behoren
- De doodslag (1926) vertelt hoe het hoofdpersonage Euzenie haar vader met een pook vermoordt, omdat die haar moeder heeft doodgeslagen
- Ankers en zonnen (1928), waarin het hoofdpersonage een teringlijder is, van wie al meerdere familieleden aan de ziekte zijn bezweken. Hij zoekt succes in het dobbelspel, speelt vals, wordt gearresteerd en sterft in de gevangenis
- Het grauwvuur (1929), een roman die zich afspeelt in het mijnwerkersmilieu en handelt over uitbuiting, bedrog en alomtegenwoordige vijandschap.
- De ruitentikker (1933), het eerste werk waarmee hij ruimere bekendheid verwierf. Het hoofdpersonage heeft sociale verwachtingen die in frustraties uitmonden. Hij wordt teleurgesteld in de politieke en klerikale hiërarchie en ook in het socialisme. Alleen de anarchie lijkt hem de te volgen weg. Hij doet het op zijn manier door bij de dorpsbewoners de ruiten stuk te slaan.
- Doppen (1935) roman
- Een spook op zolder (1938). Deze roman leverde hem de Romanprijs van de provincie West-Vlaanderen op en werd door Charlotte Köhler bewerkt tot het toneelstuk Filomeentje.
- Schaduw over Brugge (1940) leverde hem de August Beernaertprijs op van de Koninklijke Academie voor Nederlandse Taal- en Letterkunde.
- De gouden vogel (1941)
- Menschen in den strijd (1943), roman waarin het nationaalsocialisme centraal staat
- Hellegat (1949)
- Wie kan dat begrijpen?  (1949) roman
- Onder de toren (1959), repressieroman

## Politiek activist
Tijdens de Eerste Wereldoorlog was hij lid van de activistische Groeningerwacht in Brugge. De groep was een soort knokploeg, die August Borms als zijn geestelijke vader beschouwde. Matthijs werd na de oorlog vier maanden gevangengehouden, maar omwille van zijn jeugdige leeftijd zonder veroordeling vrijgelaten.
Tijdens het interbellum engageerde hij zich in het Vlaams-nationalisme. Voor de provincieraadsverkiezingen van 1936 stond hij op een lijst van het Vlaamsch Nationaal Blok, maar werd niet verkozen. In 1938 stond hij voor de gemeenteraadsverkiezingen op een lijst 'Christen Blok' in Sint-Kruis.
Tijdens de Tweede Wereldoorlog sloot hij zich aan bij de collaboratie van het VNV. Van 1941 tot 1944 was hij oorlogsburgemeester van Oedelem. Hij werd na de oorlog voor collaboratie veroordeeld. Hij bleef twee jaar opgesloten in het kamp van Sint-Kruis en in de gevangenis.
Later, nadat hij zijn burgerrechten had herwonnen, werd hij in 1958 verkozen tot gemeenteraadslid in Oedelem op een Volksunielijst.